# Noyant-d’Allier
Noyant-d’Allier település Franciaországban, Allier megyében. Lakosainak száma 599 fő (2022. január 1.). Noyant-d’Allier Châtillon, Cressanges, Gipcy, Meillers, Souvigny és Tronget községekkel határos.

## Népesség
A település népességének változása:
| Lakosok száma | 1733 | 1091 | 921  | 721  | 703  | 679  | 627  | 603  | 593  | 599  |
|               | 1968 | 1982 | 1990 | 2006 | 2013 | 2015 | 2017 | 2019 | 2020 | 2022 |